# Mordaunt Hall
Pour les articles homonymes, voir Hall.
Mordaunt Hall, né le 1er novembre 1878 à Guildford, dans le Surrey (Angleterre), et mort le 2 juillet 1973, est un critique de cinéma américain.
Il est le premier critique de cinéma régulièrement affecté au New York Times, travaillant d'octobre 1924 à septembre 1934.
Son style d'écriture est décrit dans sa nécrologie du Times comme « bavard, irrévérencieux et pas particulièrement analytique. [...] L'intérêt des autres critiques pour l'analyse des techniques cinématographiques ne lui plaisait pas. ».

## Biographie
Né Frederick William Mordaunt Hall à Guildford, dans le Surrey, en Angleterre, Mordaunt Hall est connu de ses amis sous le nom de « Freddie ». Il affirme plus tard que son nom complet est Frederick Wentworth Mordaunt Hall. Son père est directeur d'école à Tottenham.
Mordaunt Hall immigre aux États-Unis en 1902 et réside à New York et travaille comme agent de préparation pour le Wild West Shows de Buffalo Bill à partir de 1907, époque à laquelle il était déjà considéré comme « un vieux journaliste ». En 1909, l'impresario de théâtre Oscar Hammerstein I l'accuse, ainsi qu'un autre journaliste, de l'avoir agressé à l'extérieur de l'hôtel The Knickerbocker de New York. L'affaire est suspendue lorsqu'Oscar Hammerstein part pour l'Europe. Il travaille au New York Press de 1909 à 1914, date à laquelle il rejoint le New York Herald.
Il épouse en 1909 Helen Rowe, une Américaine, qui mourra en 1972.
Mordaunt Hall est nommé lieutenant dans la Royal Naval Volunteer Reserve pendant la Première Guerre mondiale et effectue des travaux de renseignement. Il écrit sur les expériences de guerre d'autres personnes dans le livre Some Naval Yarns (1917). Il revient du service en 1919.
En 1919, Mordaunt Hall retourne en Angleterre où, au début des années 1920, il écrit des intertitres de films, avec le jeune Alfred Hitchcock qui les conçoit et les écrit, au studio Famous Players-Lasky dans le quartier londonien d'Islington. Les Hall retournent en Amérique en 1922 et sa signat apparait pour la première fois dans le New York Times cette année-là. Après avoir pris sa retraite du Times en 1934, il anime une émission de radio à New York sur les films et les acteurs de cinéma en 1934-1935, et est critique dramatique pour le Boston Transcript de 1936 à 1938. Le 10 décembre 1941, deux jours après l'entrée des États-Unis dans la guerre, Mordaunt Hall devient citoyen américain. Il travaille pour le Columbia Broadcasting System (CBS) à New York en 1942. Il rejoint ensuite le Bell Syndicate en tant que rédacteur en chef et écrit occasionnellement des articles. Il meurt à New York à l'âge de 94 ans.
Son successeur au poste de critique de cinéma en chef du New York Times est Andre Sennwald.